# Stefan Auer (Fußballspieler, 1905)
Stefan Auer, rumänisch Ștefan Auer, ungarisch Avar István (* 28. Mai 1905 in Arad, Österreich-Ungarn; † 13. Oktober 1977 in Kaposvár, Ungarn) war ein rumänischer und ungarischer Fußballspieler und -trainer altösterreichischer Herkunft. Um Verwechslungen mit seinem Mannschaftskameraden János Auer von AMEF Arad zu vermeiden, wurde er in der rumänischen Sportpresse als Auer II geführt.

## Karriere
Stefan Auer begann seine Fußballkarriere im nach dem Ersten Weltkrieg an Rumänien gefallenen Arad bei AMEFA. Als Spieler dieses Vereins erzielte er in seinem ersten Länderspiel am 25. April 1926 gegen Bulgarien sein erstes Länderspieltor. Auer wechselte im selben Jahr zu Colțea Brașov und traf bei seinem zweiten und zugleich letzten Einsatz für die rumänische Fußballnationalmannschaft am 19. Juni 1927 zweimal beim 3:3 gegen Polen. Nach der Niederlage im Wiederholungsspiel des Endspiels für die rumänische Meisterschaft 1926/27 wurde der neue rumänische Stürmerstar kurz danach vom damaligen Spitzenklub Újpest Budapest nach Ungarn in die Borsodi Liga geholt. In den Jahren 1930, 1931, 1933 und 1935 wurde der Stürmer insgesamt vier Mal ungarischer Meister und konnte auch große internationale Erfolge feiern. Mit Újpest kam er ins Finale des Mitropapokals 1929 und konnte dieses mit 5:1 und 2:2 gegen Slavia Prag gewinnen. Stefan Auer wurde mit einem neuen Rekordwert von zehn Toren Torschützenkönig des Wettbewerbs. Ein Jahr später blieb der Stürmer mit seinem Verein in der Coupe des Nations 1930 siegreich.
Die starken Leistungen bei Újpest führten dazu, dass der ungarische Verband den ehemaligen rumänischen Nationalspieler ab 1927 in die ungarische Nationalmannschaft berief. In dieser trat Stefan Auer stets als István Avar in Erscheinung. In nur 21 Länderspielen für Ungarn gelangen dem Stürmer 24 Tore, darunter acht Treffer beim Europapokal der Fußball-Nationalmannschaften 1931 bis 1932, die Ungarn den dritten Platz und Stefan Auer einen weiteren Titel eines Torschützenkönigs einbrachten. Des Weiteren nahm der Stürmer an der Weltmeisterschaft 1934 in Italien teil, kam dort bis ins Viertelfinale. 1936 kehrte Stefan Auer nach Rumänien zurück und schloss sich Rapid Bukarest an, wo er bis Dezember 1939 als Spielertrainer fungierte. Mit Rapid gewann er in der Saison 1937/38 die rumänische Vizemeisterschaft und wurde 1939/40 Torschützenkönig der Divizia A mit 21 Treffern. In derselben Saison erreichte Rapid das Finale im Mitropapokal 1940, welches aber auf Grund des Zweiten Weltkriegs nicht mehr zur Austragung kam. Nach der Hinrunde der Saison 1940/41 beendete Auer sein Engagement bei Rapid. Er ließ sich in Ungarn nieder und setzte seine Karriere beim Kaposvári Rákóczi SC fort. 1945 zog er sich nach einem Intermezzo bei Kashav endgültig zurück und wurde Trainer beim Kaposvári Rákóczi SC.

## Erfolge
- 1 × Mitropapokalsieger: 1929
- 1 × Sieger der Coupe des Nations: 1930
- 1 × Torschützenkönig des Mitropapokals: 1929 (10)
- 4 × Ungarischer Meister: 1929/30, 1930/31, 1932/33, 1934/35
- 4 × Rumänischer Cupsieger: 1936/37, 1937/38, 1938/39, 1939/40
- 1 × Torschützenkönig der Divizia A: 1939/40 (21 Tore)
- 1 × Torschützenkönig des Europapokals der Nationalmannschaften: 1931–1932 (8 Tore)
- Teilnahme Weltmeisterschaft 1934: Viertelfinale
- 2 Spiele und 3 Tore für die rumänische Fußballnationalmannschaft
- 21 Spiele und 24 Tore für die ungarische Fußballnationalmannschaft